# Fortress Forever
Fortress Forever — многопользовательская модификация для Half-Life 2, основанная на популярной серии игр Team Fortress, была выпущена в сентябре 2007 года.
Целью Fortress Forever было порадовать старых фанатов Team Fortress Classic и в то же время создать игру, понятную для пользователей, плохо знакомых с играми в стиле Team Fortress. Разработка данного мода началась в 2004 году командой добровольцев, которые создали его с нуля и продолжают развивать по сей день.
В нем игроки делятся на команды и выбирают между девятью разными классами, участвуя в различных стилях игры, таких как захват флага, территориальный контроль, убийства, побег, deathmatch и т.д.
Была признана лучшей модификацией 2007 года редакцией журнала PC Gamer Magazine.

## Отличия отTeam Fortress Classic

### Изменения в классах
- Телепорты из Team Fortress Classic не включены в Fortress Forever
- Шпион не может притворяться мёртвым в связи со сложностями осуществления этого в Source Engine (на самом деле, при включении невидимости в движении выпадает ложный труп)[уточнить]. Зато шпионам дали несколько возможностей: невидимость, бесшумная невидимость, маскировка, взлом пушек Инженера, и т.д.
- Гражданин теперь имеет специальную броню и пулемет Томпсона (в настоящее время убран из игры)
- У солдат больше ракет в ракетницах.
- Миниган Пулемётчика теперь может перегреться при долгой стрельбе (в 2.1 версии такого нет), а также при долгой стрельбе наносится урон 1-2 единицы (убрано в 2.0)

### Изменения вGUI
В Fortress Forever можно изменить прицелы и звуки таймеров, а также освещение и многое другое (последнее добавлено в версии 2.0) В скором времени планируется добавить ботов Omni-Bot.
HUD Fortress Forever отличается от HUD Team Fortress Classic и в 2.0 версии он может менять цвет в зависимости от команды, выбранной игроком.